# 1909年鐵路
此條目列出1909年發生有關鐵路運輸的事件。

## 事件

### 1月
- 1月1日：西方鐵路（英语：Chemins de fer de l'Ouest）併入法國國家鐵路。
- 1月1日：汴（開封）洛（洛陽）鐵路通車。

### 3月
- 3月7日：美國國會地鐵通車。

### 4月
- 4月20日：新寧鐵路通車。

### 9月
- 9月24日：京張鐵路通車，10月2日舉行通車儀式，成為中國第一條自行設計和營運的鐵路。

### 10月
- 10月12日：制定日本國有鐵道路線名稱（日语：国鉄・JR線路名称一覧）。

### 11月
- 11月21日：鹿兒島本線通車。
- 11月27日：卑爾根線通車。

### 12月
- 12月6日：遠州鐵道鐵道線通車。
- 12月19日：可部線通車。